# Rosuja
Rosuja régészeti helyszín, ókori illír település a mai Északkelet-Albániában, Tropoja község területén. A vaskor korai szakaszától lakott volt, de a Drin-völgyi kereskedelmi úton fekvő erődített protourbán település fénykorát az i. e. 4–2. században élte. Az ókor végére kereskedelmi jelentőségét elveszítette, az i. sz. 5. századra elnéptelenedett.

## Története
A régészeti feltárások alapján a későbbi erődítés területén már a vaskor elején letelepedett az ember, az i. e. 5. századra pedig Rosuja az Alsó-Drin völgyének egyik jelentős illír települése lett. A Drin és a Valbona folyók találkozásától 5 kilométerre, a Valbona völgyét szegélyező magaslatokon épült erődített település az illírek közé tartozó labeátok és a dardánok szállásterületének határán feküdt. A régészeti leletek tükrében virágkorát az i. e. 4–2. században élte, kézművestermékek és mezőgazdasági termények fontos piachelye volt. Az egyik épületben mintegy húsz, magmaradványokat tartalmazó pithoszra (agyag tárolóedényre), valamint csiszolókövekre és mérősúlyokra bukkantak. A helyi illír fazekastermékek mellett ebben az időszakban jelentek meg a görög importedények, valamint a technológiai fejlődés jeleként a kifinomultabb szerszámok és kézműveseszközök. A település kereskedelmi jellegét igazolja az ásatásokról előkerült éremkincs, amely apollóniai, epidamnoszi és szkodrai vereteket egyaránt magában foglalt. A későbbi évszázadokban a település kereskedelmi élete lehanyatlott, és csupán katonai-védelmi jelentőségét őrizte meg. A gót és más barbár betörések miatt a 4–5. században az erődítés falait megerősítették, de lakói az 5. század végére elhagyták.

## Régészeti leírása
A rosujai erődítés romjai Bujan falutól légvonalban 3 kilométerre délnyugatra, a Valbona bal partján emelkedő két kisebb magaslaton terülnek el. A folyó túlpartján fut az SH22-es jelű főút, ahonnan a régészeti helyszín egy gyaloghídon keresztül közelíthető meg.
Az ásatások 1964-ben indultak meg Bep Jubani és Neritan Ceka vezetésével. Ennek során teljes hosszukban feltárták a korabeli települést erődítő falakat, és elkülönítették annak két építési rétegét: a korábbi falmaradványokra az i. e. 4–3. században épült, nagy méretű, szabálytalan kövekből felrótt, 1,8 méter szélességű védművet, valamint az i. sz. 4–5. századi, kisebb kövekből habarcskötéssel felrakott falazatot. Ezen túlmenően több épület alapjait feltárták, a már említett kézművesműhely mellett említést érdemel a vaskor korábbi szakaszára keltezett épület, amelyet az ott talált urnák miatt kultuszhelynek tartanak a régészek. A jellemzően egyosztatú lakóházakban talált, edénytöredékekben, szerszámokban és mezőgazdasági eszközökben bővelkedő tárgyi leletanyag szintén jelentős.